# كأس كلوي
الكأس الكلوية هي غرف الكلى التي يمر من خلالها البول. تحيط القسيمات الصغيرة بقمم الأهرامات الكلوية. يمر البول المتكون في الكلى عبر الحليمة الكلوية عند القمة إلى الكأس الطفيف. يتلاقى اثنان أو ثلاثة كسالى ثانويّة أن يشكّل كبريات رئيسيّة ، من خلال أن يمرّ بول قبل  ان يستمرّ خلال الحوض كلويّة داخل الحالب.
وظيفة:
التمعج للعضلات الملساء الناشئة في الخلايا التي تصنع وتيرة الناشئة في جدران الكؤوس يدفع البول من خلال الحوض والكلى الحالب إلى المثانة. يعود السبب إلى الزيادة في الحجم التي تمتد على جدران الكؤوس. هذا يسبب لهم إطلاق نبضات التي تحفز الانكماش الإيقاعي والاسترخاء , التمعج يعزز التعصيب شبه السمابي من التمعج في حين يمنعه تعصيب متعاطفة.
الاهمية السريرية:
A "Staghorn calculus" هو حصوات الكلى التي يمكن أن تمتد إلى الكالونات الكلوية.
الرتج الكلوي هو رتج الكالسيوم الكلوي.
أنظر أيضا:
الأهرام الكلوية:
الأهرامات الكلوية هي أنسجة على شكل مخروطي للكلية في البشر ، يتكون النخاع الكلوي من 10 إلى 18 من هذه التقسيمات المخروطية. القاعدة العريضة لكل هرم تواجه القشرة الكلوية ، و ذروتها ، أو حليمة ، تشير داخليا نحو الحوض. تبدو الأهرامات مقلّمة لأنها تتكوّن من مقاطع متوازية من النيفرون وتجميع القنوات. وينشأ أساس كل هرم على الحدود القشرية المخية ، وينتهي القمة في حليمة ، تقع داخل كيسة صغيرة ، مصنوعة من حزم متوازية من أنابيب جمع البول.
النخاع الكلوي:
النخاع الكلوي هو الجزء الأعمق من الكلى. يتم تقسيم النخاع الكلوي إلى عدد من الأقسام ، المعروفة باسم الأهرام الكلوية. يدخل الدم إلى الكلية عن طريق الشريان الكلوي ، الذي ينقسم بعد ذلك لتشكيل الشرايين . تتفرع الشرايين بين الأقنية بدورها إلى الشرايين المقوسة ، التي تتفرع بدورها لتشكل الشرايين بين الخلايا ، وهذه تصل في النهاية إلى الكبيبات. في الكبيبة ، يصل الدم إلى تدرج ضئيل للغاية ومناطق سطحية كبيرة للتبادل ، والتي تجبر الجزء المصل من الدم من الوعاء وحتى النبيبات الكلوية. يستمر التدفق من خلال النبيبات الكلوية ، بما في ذلك النبيب الداني ، وحلقة هينل ، من خلال النبيبات البعيدة ويترك في النهاية الكلى عن طريق قناة التجميع ، مما يؤدي إلى الحوض الكلوي ، الجزء المتوسع من الحالب.
يحتوي النخاع الكلوي على بنية النيفرون المسؤولة عن الحفاظ على توازن الملح والماء في الدم. وتشمل هذه الهياكل الوعاء المستقيم ، والعين المستقيم ، والضفيرة الشعرية النخاعية ، وحلقة هنلي ، وانابيب التجميع. النخاع الكلوي هو مفرط التوتر إلى الراشح في نفرون ويساعد في إعادة امتصاص الماء.
يتم تصفية الدم في الكبيبة بواسطة حجم المذاب. يتم ترشيح الأيونات مثل الصوديوم والكلوريد والبوتاسيوم والكالسيوم بسهولة ، مثل الجلوكوز. لا يتم تمرير البروتينات من خلال مرشح الكبيبات بسبب حجمها الكبير ، ولا تظهر في الترشيح أو البول إلا إذا كانت عملية المرض قد أثرت على الكبسولة الكبيبية أو الأنيبيبات الملتوية القريبة والبعيدة للنفرون.